# Famille Gouault
La famille Gouault  est une famille bourgeoise française originaire de Troyes dont une branche a été anoblie.
Elle a donné des officiers royaux et consulaires, des maires ainsi que plusieurs générations de fabricants de papier à partir du XVIe siècle.
Ce nom s'est orthographié successivement Gouau, Gouaux et Gouost.

## Origine, noblesse
Guillaume Gouault, maître d'hôtel de l'évêque de Troyes à la suite de son père, garde et chancelier des foires de champagne et de Brie de 1412 à 1426, aurait été anobli par lettres patentes. Plusieurs descendants portent des qualificatifs nobiliaires, puis exercent des activités dérogeantes.
Titre de noblesse confirmé au 25 août 1773 par mandement du roi.

## Généalogie sommaire
- Jean Gouault (né vers 1350), beau-frère d'Étienne de Givry (+1426), évêque de Troyes, et son maître d'hôtel, garde et chancelier des foires de Champagne de 1406 à 1412. Il a pour fils:
  - Guillaume Gouault, qui lui succéde dans sa charge de maître d'hôtel de l'évêque, fut aussi garde et chancelier des foires de champagne et de Brie de 1412 à 1426.
    - Nicolas I Gouault, lieutenant du bailli de Troyes en 1492, père de deux fils:
      - Nicolas II Gouault, lieutenant du bailli de Troyes, marié à Nicole Michelet, fille de Nicolas Michelet, marchand papetier. Leur fils Lupien Gouault, tanneur, fermier du Moulin du Roi, marié à Anne d'Aultruy;
      - Guillaume Gouault, marié à Claude Michelet, fille de Nicolas Michelet, marchand papetier, fermier des moulins de Vannes. Il devient marchand papetier à Troyes et reprend les moulins de Vannes avec ses fils Jean Gouault, Sébastien Gouault, Louis Gouault et Guillaume, papetiers, tandis que leur autre fils Pierre Gouault marié à Catherine d'Aubeterre, était tanneur.
        - Jean II Gouault, marchand papetier
          - Jean III Gouault (ca 1530 - 1603). D'abord tanneur, il reprend la papeterie de son père, achète le moulin Bouguignons en 1580, puis le moulin de Villeneuve (Bar-sur-Seine), devient un des plus gros marchands papetiers et merciers de Troyes. Marié le 24 février 1569 à Marie Ribotteau, dont un fils Sébastien. Puis à Anne Bourgeois et en 1598 à Marguerite Le Marguenat, dont un fils Gilles Gouault (1601), conseiller à l'échevinage, marié en 1630 à Anne Michelin. De son commerce de papier dans les Flandres, la Hollande, il se faisait revendeur d'épices, de peintures, d'émaux, de tentures.
            - Sébastien Gouault (1579 - 1668), marchand papetier, marié à Jeanne Collet, dont:
              - Nicolas II Gouault, (1618-1670), marchand drapier à Paris et revint pour être papetier à Troyes. Possédait trois moulins à Sancey, louait celui de la Moline et celui de Pétal. Il était marié à Marie Giffard ou Chiffart.
- Macé Gouault, marchand troyen qui occupait le Gouault noir, en 1570, hôtel en ville.

## Principales personnalités
- Jean III Gouault (+1603), mentionné par Grosley dans son Mémoire sur les Troyens célèbres;
- Gille Gouault (Troyes 1657 - 1746) prêtre, docteur en sorbonne, conseiller-clerc au Parlement de Metz (1720) et chanoine de la cathédrale, chapelain du roi comme garde des ornements de sa chapelle, abbé de Bonlieu au Carbon-Blanc ;
- Toussaint-Nicolas Gouault, maire de Troyes, 1719 ;
- Eustache Goualt, maire de Troyes, 1743, 1747-1751 ;
- Nicolas Gouault, fils d'Edmée, maire de Troyes en 1759 ;
- Georges Gouault, son nom a été donné à une rue de Troyes.
- Antoine-Jérothée, grand vicaire de Troyes, 1754
- Gilles Gouault (Troyes 1652 - 1753), avocat en parlement, second avocat du roi au grenier à sel de Paris (1678-1733), substitut du procureur du roi au grenier à sel de Paris (1699-1733), marié à Anne Delamarre, dont :
- Guillaume Gouault (1693 - 1776), avocat général en la cour des monnaies de Paris (1717), procureur général en la cour des monnaies de Paris (1744) ;
- Jacques Gouault (1757-1814) dit le Chevalier de Troyes, émigré pendant la Révolution ; condamné en 1814 à la peine de mort avec confiscation de ses biens, car convaincu d'avoir ostensiblement porté l'ordre de Saint-Louis pendant le séjour de l'Empereur de Russie à Troyes, et d'avoir eu des intelligences avec les puissances coalisées contre la France ; le jugement sera affiché à 100 exemplaires avec inscrit en gros caractères: "TRAÎTRE À SA PATRIE".
- Jean-Jacques Gouault (1958 - 2025), maire de Bétheniville.

## Armes, blasons, marques

### Armoiries
D'Hozier rectifia leur blason qui ne respectait pas les règles héraldiques par d'argent à trois grenades de gueules ; au chef de gueules à trois roses d'or.
On peut faire remonter leur titre de noblesse au 25 août 1773 par mandement du roi.

### Filigranes

Exemples de marques utilisées lors de la fabrication du papier.
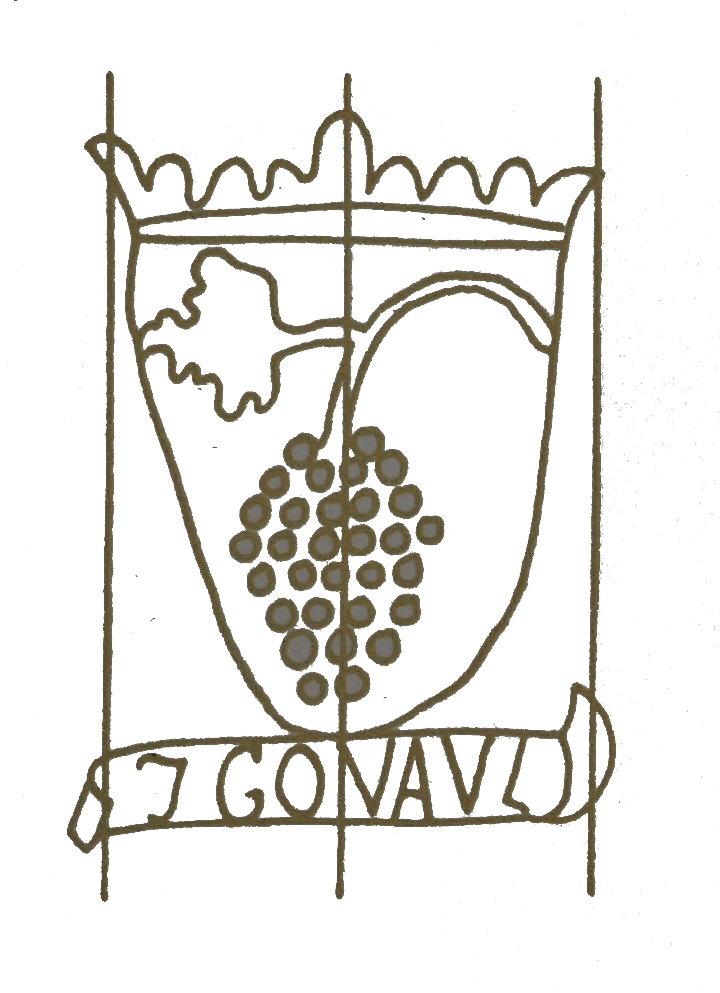
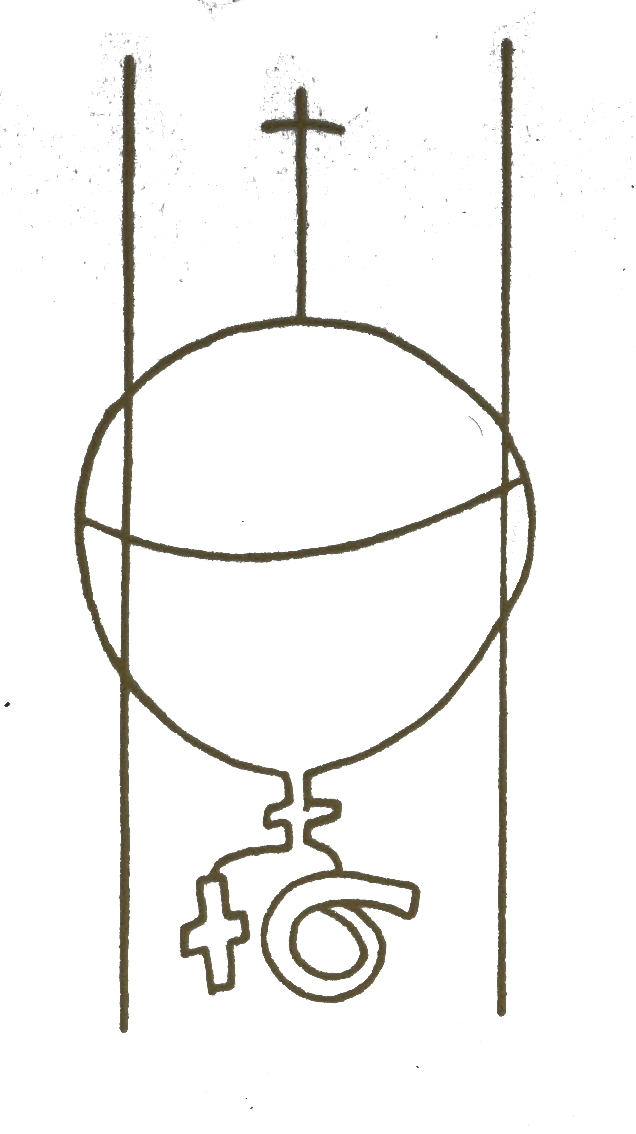
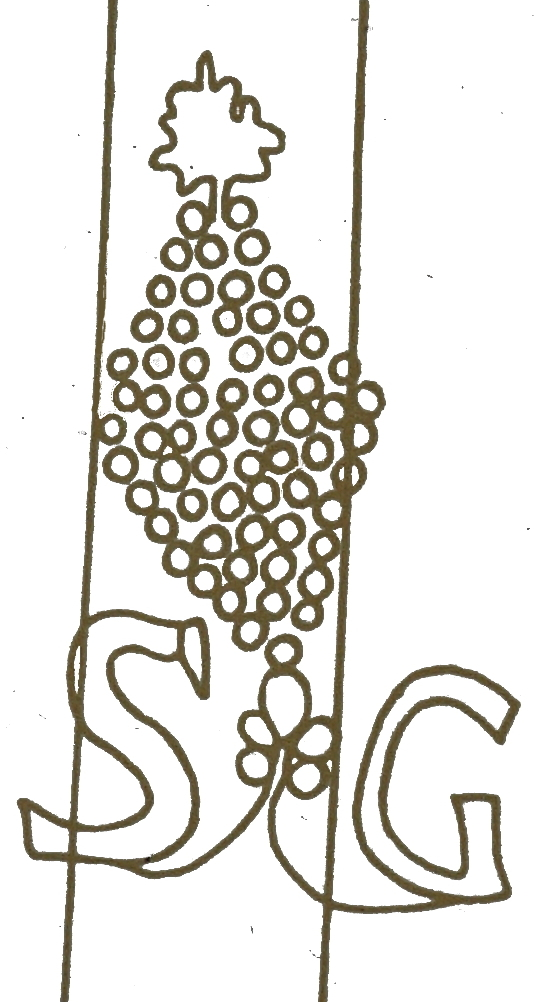
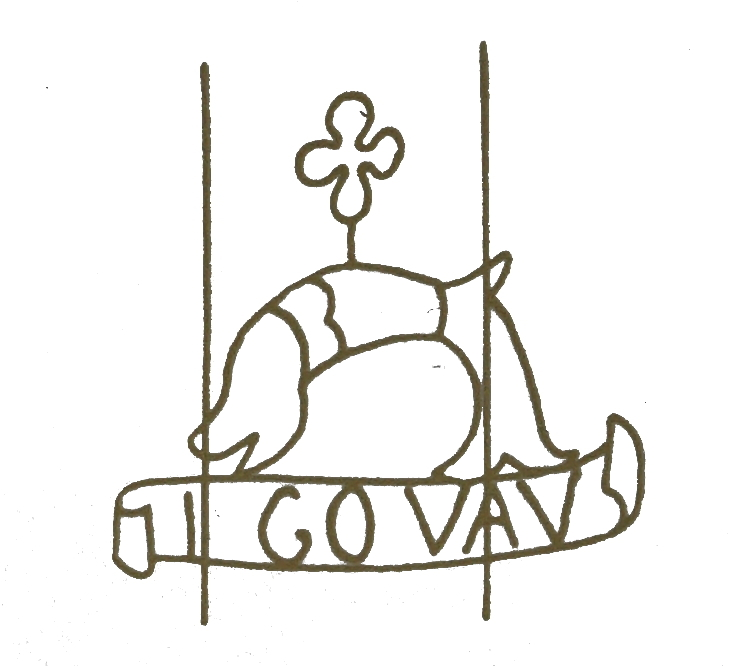

## Pour approfondir